# Сидоровка (Топчихинский район)
Си́доровка — село в Топчихинском районе Алтайского края. Административный центр Сидоровского сельсовета.

## География
Село находится при автодороге 01Н-4906 (Ракиты — Чаячье). Абсолютная высота — 235 м над уровнем моря.

## История
Основано в 1907 году. В 1926 году в селе имелось 76 хозяйств и проживало 508 человек (232 мужчины и 276 женщин). В национальном составе населения того периода преобладали русские. Действовала школа I ступени. В административном отношении входило в состав Ракитинского сельсовета Чистюньского района Барнаульского округа Сибирского края.

## Население
| 1926 | 1997 | 1998 | 1999 | 2000 | 2001 | 2002 | 2003 | 2004 | 2005 | 2006 |
| ---- | ---- | ---- | ---- | ---- | ---- | ---- | ---- | ---- | ---- | ---- |
| 508  | ↗580 | ↘570 | ↘548 | ↘537 | ↗556 | ↘527 | ↘519 | ↘499 | ↗518 | ↘505 |
| 2007 | 2008 | 2009 | 2010 | 2011 | 2012 | 2013 |      |      |      |      |
| ↗509 | ↘507 | ↘450 | ↘380 | ↗383 | ↗387 | ↗395 |      |      |      |      |

### Национальный состав
Согласно результатам переписи 2002 года, в национальной структуре населения русские составляли 94 %.